# Veri amici
Veri amici (Vernye druz'ja) è un film del 1954 diretto da Michail Kalatozov.

## Riconoscimenti
- 1954 - Festival internazionale del cinema di Karlovy Vary
  - Globo di Cristallo